# Bucyrus MT6300AC
Bucyrus MT6300AC je ultra velik dvo-osni šestkolesni dumper tovornjak ameriškega podjetja Bucyrus International Inc. S kapaciteto 363 ton je en izmed največjih tovornjakov na svetu. Njegovi konkurenti so Liebherr T 282B, Caterpillar 797F, in BelAZ 75710, slednji ima kapaciteto 450 ton.MT6300AC uporablja dizel-električni pogon.
Tovornjak je v preteklosti imel oznako Terex Unit Rig MT6300AC -  preden je Bucyrus prevzel Terexa. 8. julija 2011 je Bucyrus postal divizija podjetja Caterpillar
| Specifikacije         |                                                              |
| --------------------- | ------------------------------------------------------------ |
| Kapaciteta tovora     | 400 ameriških ton (363 t)                                    |
| Gros teža             | 1.330.000 lb (603.300 kg)                                    |
| Motor                 | MTU/DDC 20V4000                                              |
| Konfiguracija motorja | V-20                                                         |
| Moč motorja           | 3.750 hp (2.796 kW) net                                      |
| Največja hitrost      | 40 mph (64 km/h)                                             |
| Višina                | 26 ft 0 in (7,92 m), 26 ft 0 in (7,92 m) z dvignjenim trupom |
| Dolžina               | 51 ft 1 in (15,57 m)                                         |
| Širina                | 31 ft 10 in (9,70 m)                                         |
| Kapaciteta goriva     | 1.300 US gal (4.921 L)                                       |
| Gume                  | 59/80R63                                                     |